# Chalicotherium
Chalicotherium (давньогрецьке χαλιξ/khalix, khalik-: галька/гравій + θηρίον/thērion, зменшувальне від θηρ/thēr : звір) — рід вимерлих непарнопалих з родини Chalicotheriidae. Рід відомий в Європі та Азії, від середнього міоцену до раннього пліоцену, 16–3.6 мільйонів років тому.
Ця тварина була б дуже схожа на інші види халікотеріїдів: дивна на вигляд травоїдна тварина з довгими пазуристими передніми кінцівками та міцнішими задніми кінцівками.
Типовий вид, Chalicotherium goldfussi, з міоцену та пліоцену в Європі, був описаний Йоганном Якобом Каупом у 1833 році. Коли французький натураліст Жорж Кюв'є вперше отримав розщеплені пазурі з Еппельхайма, Німеччина, він ідентифікував їх як кістку пальця гігантського панголіна. Перший повний скелет був знайдений у Карнегі-Хілл в окрузі Су, штат Небраска, у 1900-х роках, перш ніж він був виставлений у Музеї природної історії Карнегі в 1911 році.

## Опис

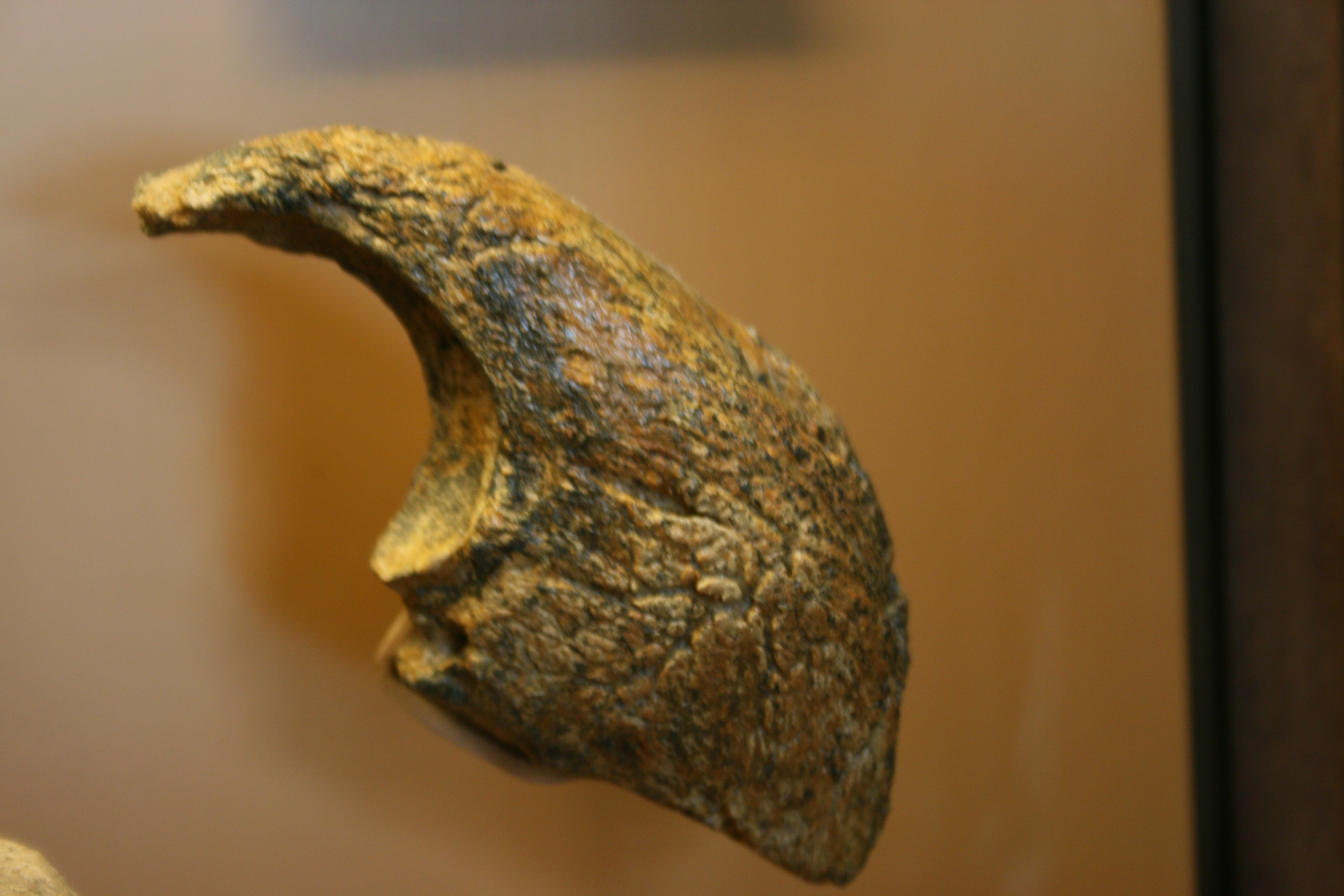
Кіготь

Його руки були довгими й із сильними пазурами, що дозволяло їм ходити лише на кісточках пальців. Руки використовувалися, щоб дістати гілки великих дерев і наблизити їх до його довгої голови. Сама коняча голова демонструє адаптацію до дієти з м’якої рослинності, оскільки, коли тварина досягала статевої зрілості, різці та верхні ікла відпадали, що свідчить про те, що її м’язисті губи та ясенні подушечки були достатніми для збирання корму, який потім був обробляються квадратними, низькокоронковими молярами.
Мозолі на сідничній кістці означають, що ці тварини тривалий час сиділи навпочіпки, ймовірно, під час годування. Кістковий наріст, що підтримує подушечки, на дорсальній стороні фаланг рук інтерпретується як доказ ходіння суглобами пальців, що, ймовірно, було б корисно, щоб уникнути зношування кігтів, зберігаючи їх для використання або як граблі для збирання корму, або як грізний захист, або обидва варіанти.
Усі ці характеристики демонструють деяку конвергенцію з такими іншими істотами, як наземні лінивці, людиноподібні мавпи, ведмеді (особливо бамбукові) і група тероподових динозаврів, відомих як теризинозаври.

## Класифікація
Дійсні види:
- Chalicotherium goldfussi J. J. Kaup, 1833. Типовий вид, знайдений у верхньоміоценових шарах, розташованих у Німеччині. Він важив близько 1500 кг і мав висоту в плечі 2,6 м.
- Chalicotherium brevirostris. Вперше описаний як Macrotherium brevirostris Colbert 1934, цей вид походить із верхньоміоценової формації Тунг Гур, Внутрішня Монголія, Китай.
- Chalicotherium salinum. Вперше описаний як Macrotherium salinum Forster Cooper, цей вид був вперше виявлений у нижніх пліоценових пластах Нижнього Сівалікса в Індії; його хронологічний і географічний діапазон пізніше був розширений до середнього і верхнього міоцену, а також до Пакистану і Китаю відповідно.

Недійсні види:
- Chalicotherium antiquum J. J. Kaup, 1833. Знайдений у тій самій місцевості, що й типовий вид, пізніше було виявлено, що йому бракує діагностичних ознак, і він був занурений у типовий вид.